# Copa da Escócia de 1897–98
A Copa da Escócia de 1897-98 foi a 25º edição do torneio mais antigo do futebol da Escócia. O campeão foi o Rangers F.C., que conquistou seu 3º título na história da competição ao vencer a final contra o Kilmarnock F.C., pelo placar de 2 a 0.

## Premiação
| Copa da Escócia de 1897-98       |
| Escócia                          |
| -------------------------------- |
| Rangers F.C. Campeão (3º título) |